# Michał Ekler
Michał Ekler (ur. 24 września 1902 w Michałowie Górnym, zm. 17 marca 1976 w Warszawie) – członek Sztabu Głównego Gwardii Ludowej, jeden z redaktorów pisma "Gwardzista, podpułkownik Wojska Polskiego, dyrektor kadr Ministerstwa Aprowizacji i Handlu.

## Życiorys
Od 1912 w Warszawie, gdzie do 1918 skończył 4 klasy gimnazjum, następnie był praktykantem-elektrotechnikiem w Towarzystwie Handlowo-Technicznym w Zakopanem. VIII-XI 1920 ochotniczo służył w WP, następnie zdemobilizowany, został elektrotechnikiem w Piastowie. Później urzędnik kancelaryjny w Dyrekcji Odbudowy Kraju w Łucku, magazynier w fabryce i rachmistrz stacji kolejowej PKP w Warszawie. Kierownik kinoteatru „Lutnia” w Pruszkowie, w pierwszej połowie lat 30. kancelista w Kancelarii Ogólnej oraz referent kwatermistrzostwa Dowództwa Korpusu Ochrony Pogranicza w Warszawie. Członek zarządu koła Stowarzyszenia Urzędników Państwowych i delegat pracowniczy Związku Pracowników Umysłowych Administracji Wojskowej. Od 1937 do 1939 sekretarz Zarządu Głównego Stowarzyszenia Pracowników Umysłowych Przemysłu Państwowego i redaktor jego organu prasowego „Myśl Pracownicza”. 1936–1939 referent i kierownik referatu personalnego w Zakładach Mechanicznych „Ursus”. 
Od lata 1941 członek Związku Walki Wyzwoleńczej, XI 1941 – I 1942 sekretarz koła Związku. Następnie w Polskiej Partii Robotniczej, od lutego do sierpnia 1942 członek pierwszego Sztabu Głównego GL. Redaktor organu Dowództwa Głównego „Gwardzista”. Od sierpnia 1942 członek Komitetu Daru Narodowego mającego zdobywać fundusze na działalność zbrojną GL. 
W sierpniu 1944 wywieziony do obozów pracy przymusowej w Niemczech, w lipcu 1945 wrócił do Polski i został dyrektorem kadr w Ministerstwie Aprowizacji i Handlu oraz mianowany podpułkownikiem WP. 
1946–1947 dyrektor Centralnego Zarządu Kin w Łodzi, 1947–1948 dyrektor Biura Zbytu Zjednoczenia Przemysłu Motoryzacyjnego w Warszawie, 1948 dyrektor administracyjny w Zarządzie Głównym ZBoWiD. 1948–1954 więziony, jesienią 1956 zrehabilitowany. Od 1955 dyrektor handlowy w Centrali Prywatnego Przemysłu Chemicznego i Materiałów Budowlanych w Warszawie, od 1957 w Centrali Handlowej „Arged”. Od 1963 na rencie. 

## Ordery i odznaczenia
Odznaczony między innymi: 
- Orderem Krzyża Grunwaldu III klasy,
- Krzyżem Kawalerskim Orderu Odrodzenia Polski (1946)[1] i
- Krzyżem Partyzanckim.